# Дзян Цин
Дзян Цин (родена Ли Шумън) е псевдоним, под който е известна последната жена на Мао Дзъдун. Тя е влиятелна фигура в Китайската комунистическа партия. Известна е под името Лан Пин (на китайски: 蓝苹) по време на актьорската си кариера, но е използвала и много други имена през живота си. Сключва брак с Мао през ноември 1938 година и понякога е наричана Мадам Мао. Тя играе основна роля в културната революция (1966 – 1976), дадено ѝ е прозвището „Великата знаменоска на пролетарската култура“ (на китайски: 无产阶级文艺伟大旗手). След смъртта на Мао обаче е причислена към Бандата на четиримата и осъдена.

## Биография
Родена е през 1914 г. Майка ѝ е куртизанка и като малка тя прекарва времето си в домовете на нейните богати любовници. Има два неудачни брака. Следва литература и драматургия в университета в Шанхай.

## Арест и съд
Месец след смъртта на Мао Дзъдун на 9 септември 1976 г., Дзян Цин и трима други членове на Политбюро са арестувани за организация на заговор с цел завземане на властта (те организирали отрядите на милицията в Пекин и Шанхай) и за подправяне завещанието на Мао Дзъдун. Следствието по делото на Бандата на четиримата продължава няколко години. Приписват им вината за многобройни престъпления от епохата на Културната революция. Петте години на следствието Дзян Цин прекарва в затвора. Съдят я през 1980 – 1981 години за престъпления против невинни хора и опит за преврат. На публичния съд само Дзян Цин от четиримата се опитва да се оправдае с това, че е охранявала Мао Дзъдун и изпълнявала неговите заповеди. На нея принадлежи знаменитото изречение „Аз бях кучето на председателя Мао. Хапех всекиго, когото той ме молеше да ухапя.“.
През 1981 г. е осъдена е на смърт с двегодишна отсрочка на изпълнението, а през 1983 г. смъртната присъда е заменена с доживотна. Докато е в затвора, е диагностицирана с рак на гърлото, но отказва да се лекува или да се подложи на операция. През 1991 г. е освободена от затвора по здравословни причини, след което, на 14 май 1991 г. тя се самоубива, обесвайки се в болничната баня.

## Използвани имена
1. Рождено име: Lǐ Shūméng (на китайски: 李淑蒙) – Ли Шумън
2. Кръщелно име: Lǐ Jìnhái (на китайски: 李进孩) – Ли Дзинхай
3. Име от училище: Lǐ Yúnhè (на китайски: 李云鹤) – Ли Юнхъ
4. Модифицирано име: Lǐ Hè (на китайски: 李鹤) – Ли Хъ
5. Артистично име: Lán Píng (на китайски: 蓝苹) – Лан Пин
6. Революционен псевдоним: Jiāng Qīng (на китайски: 江青)
7. Lǐ Jìn (на китайски: 李进) – Ли Дзин
8. Последното употребявано име: Lǐ Rùnqīng (на китайски: 李润青) – Ли Жунцин